# イチオシ!!
『イチオシ!!』は、2003年4月7日から北海道テレビ放送（HTB）で放送されている夕方ワイド番組。2019年3月までの番組タイトルは『イチオシ!』。

## 概要
『情報ワイド 夕方Don!Don!』（1999年4月5日 - 2003年4月4日）を引き継ぐ形でスタートした。放送時間は平日の15:45 - 19:00の3時間15分で、16:48 - 17:33と17:50 - 18:15はキー局・テレビ朝日制作の『スーパーJチャンネル』を同時ネットしている。そのため道内ローカルの生活情報は16時台に、道内ローカルのニュースとスポーツニュースは18時台にそれぞれ集約している。
2011年4月改編では道内民放テレビ4局の自社生ワイド番組が、平日15・16・17時台に並ぶこととなることから、番組の大幅なリニューアルを実施。従来放送してきた朝番組を再編する形で、当番組タイトルと同じ『イチオシ!』を冠した、月 - 土曜朝の情報番組『イチモニ!』 を設ける。
年末年始は、2015年までは最終放送日のみ『スーパーJチャンネル』を16:50 - 18:15まで単独番組扱いでネット。18:15 - はイチオシ!ニューススペシャルを放送。
2016年は12月28日で本番組の放送を終了、12月29日は例年通り『スーパーJチャンネル』の第1部・ANN全国ネット枠を単独番組扱いでネットし、12月30日は『スーパーJチャンネル』を16:50 - 18:30までの全編を単独番組扱いでフルネットした（夕方のローカルニュース・天気予報を一切放送しなかった）。
2017年以降は、『スーパーJチャンネル』を全編を単独番組扱いで同時フルネットとする日がある。（夕方のローカルニュース・天気予報を一切放送しなかった。）
災害や事件など大きなニュースが入り『スーパーJチャンネル』の枠を拡大する場合には、ローカルパートの時間を変更または短縮し、状況によってはニュースコーナーのみの放送となることがある。
2019年2月28日は、2019年2月米朝首脳会談関連報道で15:53 - 18:15まで『スーパーJチャンネル』がANN枠に変更になり、単独番組扱いで同時ネットしたため、18:15 - 19:00のニュースコーナーのみ放送。
2019年4月30日は、第125代天皇（現・上皇）退位関連報道のため、14:58 - 16:30に『イチオシ!!平成最後にはりきっていつもより早くはじめちゃうよスペシャル!!』を放送し、『スーパーJチャンネル』は単独番組として16:30 - 18:15でネットした。また、18時台は『羽鳥慎一モーニングショー 夜の拡大版 今夜決定!平成ニッポンのヒーロー総選挙』（18:30 - 21:54）を放送するため、18:15 - 18:30に短縮して放送した。
2020年10月12日からは、北海道の夕方ワイド番組で最も早く始まりなおかつ史上最長の放送時間となる（2014年10月から6年間は裏番組の北海道放送『今日ドキッ!』に記録を抜かれていた。また、放送時間中に占める自局制作割合は、裏番組となる札幌テレビ『どさんこワイド』の方が高い）。

## 歴史
- 2003年4月7日 - 番組開始当初は16:50スタート、『スーパーJチャンネル』は17:54 - 18:17の全国ネット枠のみ放送だった。
- 2005年9月26日 - 1時間繰上げて15:50スタート、『スーパーJチャンネル』放送枠を16:54 - 18:17に拡大した。
- 2006年7月3日 - 15:45スタートに前倒しとなり、『スーパーJチャンネル』の放送時間も拡大され、16:53 - 18:17になった。
- 2008年4月 - 赤をベースに斜体で表記していた番組タイトルロゴを一新し、緑をベースにしたロゴに変更した。
- 2010年5月10日 - 大通ビッセ前からの定点生中継を開始し、HTBの本社玄関前から伝えていた天気予報も大通ビッセ前より伝えるようになった。
- 2011年3月28日 - 番組ロゴをピンクをベースにしたロゴに変更、「!」の「・」の部分を局のキャラクターであるonちゃんの顔とし、『イチオシ!モーニング』と一体化されたスタジオセットに刷新された。
- 2012年3月12日 - 『スーパーJチャンネル』全国ネット枠の終了時間が18:15になる。
- 2013年1月4日 - 放送時間が2分繰り下げ短縮し15:47スタートに変更。
- 2014年9月29日 - 放送時間が8分繰り下げ短縮し15:55スタートに変更。
- 2015年1月29日 - 放送3000回。
- 2018年
  - 9月14日 - 大通ビッセ前からの定点生中継及び天気予報を終了。南平岸の旧社屋での放送を終了。
  - 9月18日 - 新社屋のさっぽろ創世スクエアから放送開始。天気予報を創世スクエア前での放送に変更。放送時間が5分繰り下げ短縮し16:00スタートに変更。これに伴い番組のタイトルロゴも変更された。ピンクをベースに据えたまま『イチモニ!』と同様に時計を模した円形の枠の中にタイトルが描かれたデザインに改められ、円形の枠は放送時間である4時から7時の箇所だけ色が異なっている（4時の箇所は黄色で示している）。また、この日より『スーパーJチャンネル』のネット受け時間も変更となり、第1部の17:36 - 17:53をローカルパートへ差し替えるようになった。
- 2019年
  - 3月29日 - 番組開始より、16年間MCを担当したヒロ福地が番組を降板。
  - 4月1日 - 番組名が『イチオシ!』から『イチオシ!!』へ変更。オープニングCGは改題前のものを変えず、最後に「!」が一つ増える演出が追加された。前番組のドラマ再放送枠内で15:57から事前企画「イチオシ!!3分前」コーナーを開始。
- 2020年
  - 3月30日 - 放送時間が15分繰り上がり、15:45スタートに変更。また、『スーパーJチャンネル』のタイムテーブル変更により、ネット受け時間が16:40 - 17:33、17:50 - 18:15に再度変更となった。
  - 9月15日 - 『イチオシ!!ファイターズ』の放送があったため、15:45 - 18:15の短縮放送の予定だったが、システムトラブルで予定の内容が放送できなくなったことから、16:10で打ち切り、16:10 - 16:40は『匠な旅!舞の海のすごいぞニッポン!』に差し替え、16:40以降は野球中継開始まで『スーパーJチャンネル』を臨時ネットした。
  - 10月5日 - 『スーパーJチャンネル』リニューアル。
- 2021年
  - 4月4日 - 本番組と『イチモニ!』の1週間分の放送を再編集し未公開映像を加えたリピート番組『イチモニ!×イチオシ!!onたのしみ増刊号!』が開始。
  - 5月4日 - 『スーパーJチャンネル』のネット受けを16:40 - 18:15に拡大。
  - 10月4日 - 『スーパーJチャンネル』のネット受けを16:45 - 17:33、17:50 - 18:15に変更。
- 2022年
  - 9月23日 - 『ミュージックステーション 4時間ぶちアゲスペシャル』の放送のため、放送時間を15:45 - 18:00までの短縮放送に変更。
  - 12月5日 - 放送5000回。
- 2023年
  - 9月29日 - 同日の放送をもって、森さやか・五十幡裕介・土屋まり・渡辺菜月が番組卒業（土屋はイチモニ!月曜 - 水曜MCへ、 五十幡はイチモニ!スポーツへ異動。）。
  - 10月2日 - 同日より室岡里美・大野恵・福田太郎がMCに就任（全員がかつてイチオシに出演しており復帰となる。）。依田英将がMCから報道キャスターに、森唯菜がスタジオレギュラーから報道キャスターに、福地妃菜美が中継リポーターから木曜、金曜レギュラー及びしあわせ散歩担当（イチモニ月曜 - 火曜お天気コーナーは継続）に、多田萌加がお天気コーナーからスタジオレギュラー・リポーターに異動した。また、今回の改編により金曜日のみ18:50終了に変更となった。（これにより、ザワつく!金曜日がフルネット化された。）
- 2025年
  - 3月21日 - 同日の放送をもって、福田太郎が番組卒業。
  - 3月31日 - 段木涼太が月曜レギュラーとしてイチオシ!!メンバーに就任。

### 放送時間の変遷
| 期間       | 期間       | 放送時間（日本時間）               |
| ---------- | ---------- | ---------------------------------- |
| 2003.04.07 | 2005.09.23 | 月曜 - 金曜 16:50 - 19:00（130分） |
| 2005.09.26 | 2006.06.30 | 月曜 - 金曜 15:50 - 19:00（190分） |
| 2006.07.03 | 2012.12.28 | 月曜 - 金曜 15:45 - 19:00（195分） |
| 2013.01.04 | 2014.09.26 | 月曜 - 金曜 15:47 - 19:00（193分） |
| 2014.09.29 | 2018.09.14 | 月曜 - 金曜 15:55 - 19:00（185分） |
| 2018.09.18 | 2020.03.27 | 月曜 - 金曜 16:00 - 19:00（180分） |
| 2020.03.30 | 2023.09.29 | 月曜 - 金曜 15:45 - 19:00（195分） |
| 2023.10.02 | 現在       | 月曜 - 木曜 15:45 - 19:00（195分） |
| 2023.10.02 | 現在       | 金曜 15:45 - 18:50（185分）        |

## 出演
- 名前の前の☆印は現在姉妹番組の「イチモニ!」にも出演。
- ○は出演時点で北海道テレビアナウンサー。

|                        | 月曜日   | 火曜日   | 水曜日   | 木曜日     | 金曜日     |
| ---------------------- | -------- | -------- | -------- | ---------- | ---------- |
| メインキャスター       | 室岡里美 | 室岡里美 | 室岡里美 | 室岡里美   | 室岡里美   |
| メインキャスター       | 大野恵   |          |          |            |            |
| ニュースキャスター     | 依田英将 | 依田英将 | 依田英将 | 依田英将   | 依田英将   |
| ニュースキャスター     | 森唯菜   |          |          |            |            |
| スタジオレギュラー     | 河野真也 | 河野真也 | 藤尾仁志 | 河野真也   | 藤尾仁志   |
| スタジオレギュラー     | 段木涼太 | 多田萌加 | 多田萌加 | 福地妃菜美 | 福地妃菜美 |
| 天気予報～onちゃん天気 | 神田昭一 | 神田昭一 | 神田昭一 | 神田昭一   | 宇野日和   |

### メインキャスター
- ☆室岡里美○（2023年10月2日 - ）
  - かつては「イチスポ」の月～水曜を担当。
  - その後「イチオシ!モーニング」金・土曜日のイチスポ、「イチモニ!」平日版スポーツコーナー、MCを担当。
  - 2023年10月2日より「イチオシ!!」MCに就任。
- 大野恵○（2023年10月2日 - ）
  - 2012年4月から2014年3月28日まで火曜の「イチオシ!生中継」を担当。
  - その後は｢イチモニ!｣平日版ニュースキャスター、スタジオレギュラーを担当。
  - 2023年10月2日より「イチオシ!!」MCに就任。

### ニュースキャスター
- 依田英将○（2017年10月 - ）
  - かつては不定期で「なんでも調査隊」などを担当していたが、2011年4月2日から｢イチオシ!モーニング｣土曜版MCを担当するため卒業。
  - 2017年10月2日よりニュースキャスターとして番組に復帰。18時台のイチオシ!newsでキャスターを務めていた（当初は国井と2人で、国井が産休後は1人で担当。）。
  - 2019年4月よりメインMCに。メインMCになった後もニュースキャスターも兼任していた。
  - 2022年4月4日より、月曜から木曜のメインMC担当。（2023年6月までは18時台のみだったが2023年7月からは16時台と17時台にも出演するようになった）
  - 五十幡裕介・谷口直樹が不在時はスポーツコーナーも担当した。
  - 菊地友弘・土屋まり・五十幡裕介が中継・不在の時は担当曜日・時間以外も出演した。
  - 2023年10月2日より、ニュース担当へ異動。
- 森唯菜○（2021年4月 - ）
  - 2021年4月から、木曜「すまぷれ」を担当し、2週間交代で「イチモニ!」の水・木曜日のお天気キャスターも担当していた。
  - 2021年10月4日より、スタジオレギュラー（主に水曜・金曜）、中継リポーター（主に木曜）、水曜「イチバン!!」、金曜「すまぷれ」を担当[1]。森さやか・土屋まりが休暇・中継などで不在の時にスタジオレギュラー出演・ニュースキャスターを代行することがあった。
  - 2023年10月より、ニュース担当へ異動。日によってはニュース中継・リポートも担当する。

### スタジオレギュラー
- ☆藤尾仁志（オクラホマ）（水曜・金曜担当）
  - 河野の不在時は代わりに担当する。日によっては中継も担当する。
  - ｢イチモニ!｣の水曜・金曜・土曜のエンタメコーナーも担当。
  - 以前は、月 - 水曜・金曜の「イチオシ!生中継」、日替わりコーナーの「老舗のごはん」、「イチオシ!エンタメ」、札幌三越前からの中継などを担当。
  - メインMCのヒロ福地の休暇中は代わりに16時台にメインMCを務めていた。
- ☆河野真也（オクラホマ）（2007年4月 - ）（月曜・火曜・木曜担当）
  - 藤尾の不在時は代わりに担当する。日によっては中継も担当する。
  - ｢イチモニ!｣の月曜・火曜・木曜のエンタメコーナーも担当。
  - 2018年4月からはコーナー企画「しあわせ散歩」（開始当初は月曜日、現在は木曜日）を担当。
  - 2007年4月より出演。以前は、木曜の「イチオシ!生中継」、日替わりコーナーの「老舗のごはん」、「アリョーナの写ガール」、「イチオシ!エンタメ」を担当していた。
  - メインMCのヒロ福地の休暇中は代わりに16時台にメインMCを務めていた。
- ☆多田萌加 - タレント、タイトル未定、元SNOW CRYSTAL。（2023年10月 - 2024年2月、8月 - ）（火曜・水曜担当）
  - 2021年11月3日 - 2023年9月28日まではお天気コーナー（水曜、木曜）を担当。
  - 2021年8月からイチモニ土曜第2部リポーターも担当。
  - 2024年3月より長期休演中であったが8月14日復帰。
- ☆福地妃菜美○ - （2023年10月 - ）（木曜・金曜担当）
  - 2023年8月 - 9月までは中継レポーター。
  - 2023年10月5日からは木曜・金曜のスタジオレギュラーに移動。さらに、木曜日のコーナー企画「しあわせ散歩」を担当。
  - 2023年5月15日から2024年3月26日まで｢イチモニ!｣の天気コーナー（月曜・火曜）を担当。
  - 2024年4月1日から｢イチモニ!｣のニュースコーナー（月曜）を担当。
- 段木涼太○ - （2025年3月31日 - ）（月曜担当）
  - 2025年4月7日より新コーナー「ダンキのゲンキ」を担当。

### コーナー出演
- ☆木村愛里 - ローカルタレント（2019年4月1日 - 2020年9月30日、2021年10月6日 - ）
  - 2011年3月28日から2015年3月までは｢イチオシ!モーニング｣天気予報を担当。
  - 2012年からは｢イチオシ!モーニング｣天気予報に加え土曜日のメインMCも担当。
  - 2015年3月で｢イチオシ!モーニング｣天気予報を卒業し、4月からは｢イチオシ!モーニング｣平日レギュラーに。土曜日のメインMCも継続。
  - 2019年3月で｢イチモニ!｣平日レギュラー及び土曜日のメインMCを卒業。
  - 2019年4月より月曜 - 水曜のレギュラーを務める。
  - 2019年8月28日の放送でイギリス・ロンドンへ約2ヶ月間短期留学をするため芸能活動の休止を発表。本番組も9月から10月末まで休演し、帰国後の11月11日の放送より復帰した。
  - 産休に入るため、2020年9月30日をもって『イチモニ!』から9年半にわたるHTBの情報番組への出演にピリオドを打った。
  - 2021年10月6日「あいりの楽はやっ！クッキング」でVTR出演復帰。
  - 現在も月に1度（第1水曜）「あいりの楽はやっ！クッキング」でVTR出演する。
- ☆木村真穂 - モデル（2023年1月11日 - ）リポーターとして不定期出演
  - 「イチモニ!」土曜にも不定期出演している。（2024年11月 - ）

- 滝谷美夢 - タレント・元ファイターズガール（2024年2月5日 - ）リポーターとして不定期出演
- 杉谷拳士 - タレント・元プロ野球選手（2024年2月25日 - ）
  - すぎエール（隔週水曜、2024年4月 - 12月までは不定期月曜）

### スポーツ・ファイターズコーナー
- 谷口直樹○
  - 以前は「イチオシ!トレンド」・「ナゾとき調査隊」などの日替わりコーナーを担当していた。
  - 2010年4月より12月まで『ほんわかどようび』を担当していたため、火 - 木曜担当。
  - 2011年3月28日から2012年3月23日まで｢イチオシ!モーニング｣平日版MCを担当。
  - 2012年3月26日から林と入れ替わりで「イチスポ」に復帰することになった。
  - かつては、ヒロ福地や佐藤よしつぐの長期休暇時にそれぞれの代役を務めることがあった。
  - 依田と菊地友弘が不在時にＭＣを務めたことがあった（主に火曜日の16時台と17時台）

### 天気予報～onちゃん天気
- 神田昭一 - 札幌市出身の気象予報士、防災士。（2008年3月24日 - ）
  - かつて大通ビッセ前中継をしていた際は中継の手伝いもしていた｡
  - 休暇・不在の場合、金曜日担当の宇野日和がイチオシ!!天気を代行する。
  - 「イチモニ!」平日、土曜日お天気コーナーを代行することもある。
  - 2022年4月から月曜 - 木曜担当。
- 宇野日和 - 気象予報士。（2022年4月8日 - ）
  - 2022年4月8日より毎週金曜日担当となる。
  - 神田休暇・不在時に「イチオシ!!」天気を代行。（2022年2月 - ）
  - 「イチモニ!」土曜日お天気コーナーを代行することもある。
  - 昼のHTBニュース枠・天気予報（11:57 - 12:00）月・火曜日も担当。

「onちゃん天気」のコーナー名は2023年4月 - 9月まで18時台のみに付いていたが、2023年10月以降は16時台、17時台、18時台のそれぞれの天気コーナーに付くようになった。基本的には神田・宇野予報士とonちゃんで天気を担当するが、2023年10月 - 2024年1月まではMC、スタジオレギュラーの室岡・大野・福田・多田・福地・藤尾のうち一人が日替わりでお天気リポーターとして加わることもあった。なお、大雪・強風などの悪天候の場合は神田・宇野予報士のみで進行する場合が多い。

### ナレーター
- 岸健介 - しあわせ散歩のナレーションも担当する。
- 渋谷奈々子
- 松橋勝巳
- 加納愛梨
- 森田早桜
- 藤田悟

### 過去の出演者

#### メインMC
- 野村はづき○（番組開始 - 2005年3月） - 現：フリーアナウンサー。
  - 初代MCでヒロ福地と共に務めていたが、2005年3月の退社と同時に降板した。
- ヒロ福地（番組開始 - 2019年3月29日） - 北海道を中心に活動するローカルタレント。
  - 番組開始時よりMCを務めていたが、2019年3月29日で番組卒業。
- 国井美佐 ○（2013年3月4日 - 2016年9月）- 現：フリーアナウンサー。
  - 2012年3月までは火曜の「イチオシ!生中継」を担当。
  - 森がMC時代に産休中MC代行を務め、2013年3月4日から3代目メインMCに就任、2016年9月まで務めた。
  - 2016年9月からはニュースコーナーを担当。
  - 2018年11月16日をもって産休に入った。その際に降板等のお知らせは無かったが、2020年1月末をもってHTBを退社したため自動的に番組降板となった。
  - 降板後の2020年10月26日から月一回放送する企画「がん薬物療法のスペシャリストたち」のVTRナレーションとして一時的に復帰していた。
- 高橋春花○（2016年10月3日 - 2021年10月1日）
  - 2016年9月まではお天気及び大通ビッセ前コーナーを担当。国井の休暇中は代わりにメインMCを務めていた。
  - 2016年10月3日より、4代目メインMCを担当。2021年10月1日をもって降板[2]。
  - 番組降板後も特集のナレーションなどで不定期出演していた。
  - 2024年3月、HTBを退社。
- 菊地友弘○（2019年4月1日 - 2023年6月）
  - 2017年9月まではスポーツ（イチスポ）担当。
  - 2017年10月-2019年3月までは「イチモニ!」土曜メインMCを担当。
  - 2019年4月よりメインMCとして番組に復帰。
  - 2020年12月から翌2021年2月5日まで突発性難聴発症に伴う療養のため番組を長期休演していた。復帰後は出演時間を減らして出演していた。
  - 2021年秋改編以降もMC（秋改編直後水曜・金曜。2022年4月からは月曜 - 木曜の16時台・17時台の出演）は続けていたが2023年7月から出演はしなくなった。
  - 2023年6月までは依田・土屋まり・五十幡裕介が中継・不在の時は担当曜日以外も出演した。また、五十幡・谷口が不在時はスポーツコーナーを代行した。（2023年6月30日の放送は五十幡も出演していたがスタジオレギュラーとして出演していた）
- 森さやか○（2021年10月4日 - ）
  - 2004年10月から2005年3月まではスポーツ（イチスポ）担当。
  - 2005年4月から2013年3月1日までは2代目メインMC。2010年2月から10月4日までは産休、その間は村上亜希子（月 - 火）と国井美佐（水 - 金）が代役を務めた。2013年3月1日放送で第2子を授かったことを報告し、産休中に代役を務めていた国井にメインMCの座を譲りそのまま降板。
  - 2017年4月7日より、金曜リポーターとして4年ぶりに番組復帰。
  - 2019年4月3日より、木曜と金曜のレギュラーとなった。また、高橋の休暇及び不在[注釈 2]の場合の16時台などに代わりメインMCを務める事がある。
  - 2021年10月4日より、メインMCに復帰（月曜 - 木曜）し、また、今までヒロが卒業後も男性アナウンサーがメインで挨拶や進行などを務めていたが、森のメインMC就任に伴い、挨拶や進行などの立場を入れ替えた（2021年10月の新体制時点で道内で女性がメインを務める夕方ワイド番組は唯一となった）[1]。
  - 土屋まりが金曜不在の時は金曜日も出演した。
  - 2023年9月29日2度目の番組卒業。
- 土屋まり○（2021年4月 - ）
  - 2017年10月2日より同期の福永裕梨と隔月で「イチオシ!生中継」の月曜日を担当。
  - 2018年4月からは月曜日のコーナー企画「しあわせ散歩」も担当していた。2023年9月いっぱいで卒業。
  - 当初は16時台の出演のみだったが、2018年11月16日の国井の産休以降は18時台にも出演するようになった。また、コロナ禍以降は曜日によっては高橋に代わってメインキャスター（主に月曜 - 水曜）も務めるようになり、2021年春改編で正式にMCへ昇格。
  - 2021年秋改編からは金曜のメインMCを担当。
  - 月・火・木のスタジオレギュラー。森唯菜不在時には水曜日も出演することがあった。また、中継リポーターとしての出演もあった。
  - 森さやかが休暇・中継で不在の時はメインMCを代行した。
  - 2023年9月29日で番組を卒業し、「イチモニ!」メインMC（月 - 水を担当）に就任。
- 五十幡裕介○（2021年4月 - ）
  - 2017年9月までは｢イチオシ!モーニング｣のスポーツコーナーも担当。
  - 「イチオシ!!」スポーツ・ファイターズコーナーも兼任していた。
  - 2021年春改編でMCへ昇格。（2021年春改編では主に月曜を担当していたが、2021年秋改編 - 2022年3月では主に月 - 火を担当）
  - 2022年4月8日より金曜のメインMCを担当。金曜以外でも依田が不在の時はMC・ニュースキャスターを代行することがあった。
  - 2023年8月下旬 第一子が誕生し、育休取得のため休演していた（北海道テレビ放送の男性アナウンサーの育休は初 ）。育休中は依田と藤澤達弥が金曜MCの代役を務めた。
  - 2023年9月15日の放送で金曜MC復帰。
  - 2023年9月29日で番組を卒業し、「イチモニ!」スポーツ担当（月曜・火曜担当）へ異動。
- 福田太郎○（2023年10月2日 - ）
  - 2019年4月からは「イチモニ!」土曜日MC、平日版レギュラーを担当し、2022年2月よりアメリカへ1年間留学（MLB取材）するためHTB休職。
  - 2023年10月2日より「イチオシ!!」MCに就任。
  - 2025年3月21日番組卒業。

#### リポーター
- BEN
  - スタジオの情報コーナーと外での中継などを交互に担当。
- 堀江尚美○ - 現在はHTBを退社している。
  - リポート（VTR）などで不定期に出演。
  - 以前は中継と「イチオシ!エンタメ」火曜日「ハッとして!グルメ」などを担当していた。
- 小橋亜樹 - タレント。
  - リポートで出演。
- 鈴井貴之 -  俳優・タレント・映画監督。
- 小野優子○ - 2012年4月でアナウンス部より異動。2013年3月末でHTB退職。
  - 鈴井と小野は2004年アテネオリンピックのコーナー「アテネGEKIJYO」にて現地からキャスターを担当[3]。
- 佐藤麻美 ○（2007年4月 - 2009年3月） - HTB編成部へ異動後、2019年7月末で退社しフリーアナウンサーに。
  - 「とれたてランキング」などを2007年4月から2009年3月まで担当。
- 岩田雄二（ - 2011年3月28日） - 俳優・タレント。
  - 2011年3月28日から月・金曜の「イチオシ!生中継」を担当していた。
- 柳田知秀 ○  - 2017年9月でアナウンス部から異動。
  - 月曜の「大通ビッセ前中継」と火曜の「なんでも調査隊」を担当していた。
  - 2011年4月1日から2014年4月25日までは、毎週金曜午前9:55から放送する「情報マルシェ」のメインキャスターを担当していた。
- ひろし（しろっぷ） - 札幌吉本所属（当時）のお笑い芸人。
  - 2011年3月30日から2013年3月20日まで月・水曜の「イチオシ!生中継」を担当。
- 村上亜希子○（ - 2017年9月25日） - 元HBCアナウンサーを経て、元HTB契約アナウンサーで現在フリー（2011年4月にフリーに転身後も出演していた）。
  - 当初は大通ビッセ前を担当。また、森がMC時代に産休中MC代行を務めていた。その後「イチオシ!生中継」と月1回開催の「ど〜んと買ってね! 3万円」を担当し、2017年9月25日をもって卒業。
- 福永裕梨○（2017年11月 - 2018年3月）
  - 2017年11月6日より土屋と隔月で「イチオシ!生中継」の月曜日を担当。また2017年10月からは｢イチオシ!モーニング｣土曜のニュースも担当。
  - 2018年4月より出演が｢イチオシ!モーニング｣のみとなり、土曜のニュースだけでなく平日（金曜レギュラー）にも出演。
  - 2023年10月5日より「イチモニ!」木曜・金曜・土曜日メインMCを担当。
- カイミ（2015年3月30日 - 2019年3月） - モデル。
  - 2015年3月30日から「イチオシ!生中継」を担当。
  - 2019年3月をもって番組を卒業。
- ☆藤澤達弥○ - （2022年8月 - ）
  - 2023年4月からイチモニ!・ニュースキャスター（月曜・火曜）担当。
  - 2023年10月からイチモニ!・ニュースキャスター（月曜 - 金曜）。
  - 2023年4月から9月まではイチモ二！担当日ではない水 - 金の中で中継やリポートをしていた。
  - ニュースの中継・レポートやナレーションを主に担当していた。
  - 依田・五十幡が休暇・不在の場合はMC・ニュースキャスター・スポーツキャスターを代行することがあった。
  - 2023年8月下旬から9月8日の放送まで育休中の五十幡に代わり、イチモ二！（月曜・火曜）に出演しながら金曜日のMCを代行した。（9月8日の放送は中継担当）

#### ニュースキャスター
- 野宮範子 - フリーアナウンサー。
  - リニューアル前はニュースコーナーのメインキャスターを担当していた。
- 西野志海 ○（ - 2016年5月27日） 
  - イチオシ!newsのフィールドキャスターを担当。2016年5月27日をもって番組を卒業し、6月にHTBを退社。
- 佐藤よしつぐ ○（ - 2017年9月29日）
  - 番組リニューアル時に名前をひらがな表記に改めた[注釈 3]。
  - メインMCのヒロ福地が休暇中の際は代わりに18時台にメインMCを務めていた。当初は1人でニュースを読んでいたが、国井がメインMCからニュースキャスターに移動してきた後は16時台のイチオシ!newsは国井と交互に、18時台のイチオシ!newsは2人で務めていた。
  - 2017年9月29日をもって卒業。
  - 現在も特集のナレーションなどで不定期出演する。
- 国井美佐 ○（2016年10月3日 - 2018年11月16日）- 現：フリーアナウンサー。
  - 2012年3月までは火曜の「イチオシ!生中継」を担当。2013年3月4日から2016年9月まで3代目メインMCを務めた。
  - 2016年9月からはニュースコーナーを担当。18時台のイチオシ!newsは依田と2人でキャスターを務めていた。
  - 2018年11月16日をもって産休に入った。その際に降板等のお知らせは無かったが、2020年1月末をもってHTBを退社したため自動的に番組降板となった。
  - 降板後の2020年10月26日から月一回放送する企画「がん薬物療法のスペシャリストたち」のVTRナレーションとして一時的に復帰していた。

#### スポーツ（イチスポ）
- 林和人○（ - 2012年3月）
  - 「イチスポ」の月 - 水曜を担当。
  - 2012年3月26日 - 2023年9月29日まで｢イチモニ!｣平日版MC・ニュースキャスターを担当。

#### 天気予報
- 桜庭章彦 - 気象予報士。（番組開始 - 2005年3月）
  - 2005年3月までレギュラー[注釈 4]。当時3丁目レポーターだった藤尾をいじることが恒例であった。2019年から2023年まで裏番組である『どさんこワイド』（STV）に代理として不定期出演。
- 大山ゆうか - 気象予報士。（2005年4月 - 2008年3月21日）
  - 2008年3月24日から神田と入れ替わりで『おは天』に異動。2011年3月4日まで担当したが､同月25日HTBを退社した。
- ☆小俣彩織 - モデル。2016年4月より樫野と隔週でファイターズコーナーを担当、10月からは樫野と隔週交代でファイターズコーナーと天気予報（16時台のみ、天気予報が札幌市以外の場合は18時台も出演する場合がある）・大通ビッセ前コーナーを交互に担当。
  - 2017年10月からは｢イチオシ!モーニング｣の土曜のスポーツコーナーも担当。
  - 2018年3月をもって番組を卒業し、2018年4月から｢イチオシ!モーニング｣の月 - 水曜の天気予報を担当、また土曜のスポーツコーナーも継続出演。
  - 現在は｢イチモニ!｣の水曜～土曜のスポーツコーナーを担当。
  - 卒業後も不定期でVTR出演する。
- 樫野和音 - タレント・元ファイターズガール。
  - 2016年4月より小俣彩織と隔週でファイターズコーナーを担当、10月からは小俣と隔週交代で、2018年4月からはルナと交代で天気予報を担当。
  - 2019年3月をもって番組を卒業。
- ☆大野ユリエ（旧名：大野由李絵） - モデル。水、木曜を担当。（2019年4月3日 - 2021年9月30日）
  - 2019年4月27日より「イチモニ!」土曜日の「食のチカラ」及び「LOVE HOKKAIDO」のリポーターを担当。
  - 2021年10月6日から2023年9月28日まで「イチモニ!」の水・木曜日の天気を担当。（※2022年7月 - 2023年5月は水曜 - 金曜日担当）
  - 現在は｢イチモニ!｣土曜お天気コーナー、リポーターを担当。
  - 卒業後も不定期でVTR出演する。

- ルナ - モデル。（2018年4月 - 2019年3月、2021年10月）
  - 2018年4月より樫野と交代で天気予報を担当。
  - 2019年1月から2024年5月まで「イチモニ!」土曜日の天気予報を担当。
  - 2019年3月をもって番組を卒業し、2019年4月からこれまで務めていた「イチモニ!」土曜日に加えて木曜・金曜の天気予報を担当。
  - 木下遥→多田萌加、新レギュラー決定までの代打で「イチオシ!!」天気を担当。（2021年10月）
  - 2024年9月25日をもって「イチモニ!」を番組卒業。
- 渡辺菜月 - 元ファイターズガール。月曜、火曜、金曜を担当。（2019年4月1日 - 2023年9月29日）

#### レギュラー
- アリョーナ - タレント。
  - 不定期コーナー企画の「アリョーナの写ガール」を担当。2018年3月21日でコーナーが終了したため、卒業。
  - 2020年4月より2021年3月まで「イチモニ!」土曜日第2部のレギュラーを担当。
- ☆田口彩夏○（2021年4月 - 2021年10月1日）
  - 2021年4月から、木曜「すまぷれ」を担当し、2週間交代で「イチモニ!」の水・木曜日のお天気キャスターも担当している。
  - 2021年10月1日をもって本番組は降板し、10月4日から「イチモニ!」の月・火曜日の天気と金曜日のニュースを担当していた[1]。
  - 現在は「イチモニ!」水曜 - 金曜日のニュース担当、土曜日のサブMC・ニュース担当。

#### コメンテーター
以前はエンディングまで出演していたが、2008年春のリニューアル以降からは16時台のみの出演になった。
- 小野塚勝 - 元HTBアナウンサー、HTB解説委員長（当時）。
  - コメンテーターとして2008年3月まで出演し、それ以前はニュースコーナーのサブキャスターとして出演。
- 黒柳眞理
- 野谷悦子
- 堀田清
- 川口一晃 - 金融ジャーナリスト
  - 日替わりコーナーのお金のミカタ！も担当。
- 稲村優貴子 - ファイナンシャルプランナー
  - 日替わりコーナーの家計のミカタ！も担当。
- 本田信一郎 - ノンフィクションライター
- 碓井広義 - 上智大学文学部新聞学科教授
  - 2005年からコメンテーターを務めて、2019年3月に卒業。

ほか

## タイムテーブル
※日によってコーナーの時間が変わるため、大まかな流れを記す。
| 時刻    | コーナータイトル・内容         | 詳細・備考 |
| ------- | ------------------------------ | --- |
| 15:45   | オープニング ニュース          | - 前番組のドラマ再放送枠からステブレレスで接続する。 - 依田英将または森唯菜が報道フロアから伝える。 - ニュースの内容によってはスタジオで進行担当が伝えることがある。 |
| 16:00頃 | コーナー企画① スポーツコーナー | - 内容については後述。 - 日によってはスポーツコーナーを放送し、プロ野球・北海道日本ハム、コンサドーレ札幌、レバンガ北海道など北海道関連のスポーツ情報を中心に伝える。（主に月曜） |
| 16:15頃 | イチオシ!!インフォ             | - 企業などのパブリシティを放送する。 |
| 16:25頃 | onちゃん天気                   | - 神田昭一または宇野日和が最新の天気予報をさっぽろ創世スクエア前から伝える。 - 出演者が交代でリポーターを務めることがある。 - また以前は､HTBの旧本社玄関前、大通ビッセ前から伝えていた｡ - 選挙時期はスタジオ（南平岸時代は本社屋上）で展開される。 - 2011年6月23日、ゲスト出演のDEPAPEPEの生演奏をバックに天気予報を伝えた。 |
| 16:30頃 | コーナー企画②                  | - 内容については後述。 |
| 16:48   | スーパーJチャンネル            | - テレビ朝日と同時ネットだが、『イチオシ!!』からCMを挟んで接続する。 - 内容についてはこちらを参照。 - 以前は、ゲストコーナーの延長などで16:54 - の飛び乗り放送となる場合があった。 - 17:36 - 17:53の特集枠についてはHTBからのローカルパートに固定された2018年9月以前にも、2006年のSHINJO引退会見生中継の他、18:15からプロ野球北海道日本ハムファイターズ戦を放送する場合など不定期にローカルパートへ差し替えることがあった。 - プロ野球シーズン中、北海道日本ハムファイターズのデーゲーム放送日は16:50までに試合が終了しなかった場合、16:50 - 17:53をローカルパートに差し替え（2018年9月までは試合展開によって17:36 - 17:53の特集枠から飛び乗る形でJチャンをネットする場合もあった）。また、2018年11月23日はファイターズ新入団選手発表会見生中継のため通常Jチャンをネットする16:50 - 17:36もローカルパートに差し替えて放送した。 |
| 17:33   | イチオシ!!NEWS                 | - 『スーパーJチャンネル』からステブレレスで接続するが、17:33に画面がHTBの情報カメラの映像に切り替わった後「お知らせの後は道内の最新ニュースです」とのコメントとテロップを流した上で一旦CMを挟む。 - CM明け冒頭で再度テーマ曲を流しながら出演者の挨拶が入る。実質的にここからが『イチオシ!!』の再開となる。 - 道内のローカルニュースとニュース特集などを放送する。 - 依田英将または森唯菜が報道フロアから伝える。 - ニュースの内容によってはスタジオで進行担当が伝えることがある。 |
| 17:40頃 | onちゃん天気                   | - 神田昭一または宇野日和が最新の天気予報をさっぽろ創世スクエア前から伝える。 - 出演者が交代でリポーターを務めることがある。 - ニュースの時間によっては時間が変わることがある。 |
| 17:50   | ANNスーパーJチャンネル         | - テレビ朝日と同時ネット。『イチオシ!!』からステブレレスで接続する。 - 内容についてはこちらを参照。 |
| 18:15   | イチオシ!!NEWS                 | - 『スーパーJチャンネル』からステブレレスで接続する。 - ここから『イチオシ!!』が再開。冒頭、再度テーマ曲を流しながら出演者の挨拶が入る。 - 道内のローカルニュースとニュース特集などを放送する。 - 依田英将または森唯菜が報道フロアから伝える。 |
| 18:35頃 | onちゃん天気                   | - 神田昭一または宇野日和が最新の天気予報をさっぽろ創世スクエア前から伝える。 - 出演者が交代でリポーターを務めることがある。 |
| 18:42頃 | コーナー企画③                  | - 内容については後述。 |
| 18:55頃 | エンディング                   | - あす（金曜は翌週月曜）の企画コーナーとイチオシ!NEWS（6時台）特集の予告を行う。 - 金曜は別れの挨拶の後、その週に起きた道内外のニュース映像をまとめた映像を流す。 |
| 18:58   | 番組終了                       | - ワンポイント天気になる場合もある。 - onちゃんじゃんけん。 - 金曜のみ18:50に番組終了。 - 「イチオシ!!」ポーズをして番組が終了する。（VTRが流れて終了することもある） |

### 週末・年末年始のニュース
- 週末および年末年始の特別編成時は『ANNスーパーJチャンネル』または『ANNニュース』の後半で道内ニュースと天気を伝えている（ニューススタジオより放送）[4]。

## コーナー企画

### 現在放送しているコーナー企画
- 週末スポーツまとめ（毎週月曜16時台）
- ローガンの筋肉マンデー（毎週月曜16時台）
- 月曜ピンポonお助け隊（毎週月曜18時台）
- はじめちゃん（毎週火曜16時台）
- スマホのグルメ（毎週火曜18時台）
- 世界に一つだけの味'23（毎週水曜16時台）

北海道各地で「ご当地の味」をその地元の人にインタビュー取材し、まとめた物をランキング形式で紹介するコーナー。
かつては「世界に一つだけの味」として火曜不定期、水曜に放送され、通常バージョン、札幌市10区バージョン、北海道日本ハムファイターズの北海道179市町村応援大使企画と連動したものを放送していた。
- 突撃戦隊見たンジャー（毎週水曜16時台）
- イチバン!!（毎週水曜18時台）
- キミの名は?～What's your name?～（毎週木曜16時台）

普段良く目にはするけども名前の分からないモノの名前にスポットを当て、街頭や物を作っている会社などを取材、テレビを見た人が、誰かに言いたくなる雑学を紹介するコーナー。かつては「ちゃんと名前で呼んで」というコーナー名で不定期放送コーナーだった。
- しあわせ散歩（毎週木曜18時台）

河野真也と福地妃菜美が北海道内各地（札幌周辺が多い）の神社仏閣をスタート地点に街を歩き、途中で出会った人々の願い事（福地が用意した短冊に書いてもらう）を集めながら、そこに住む人々とそのエリアの魅力を再発見する。集めた願い事が記された短冊は街歩きを終えてスタート地点の神社仏閣に戻った際に奉納される。
2018年4月 - 2023年9月は河野と土屋まりが担当し、毎週月曜16時台に放送していた。
- 特オシ!!（毎週金曜16時台）
- イチオシ!!エンタメ!（毎週金曜16時台）

芸能人のコメント出演がある場合、締めに「イチオシ!!」ポーズを取ってもらうことが恒例となっている。
- バズキン（毎週金曜18時台）
- イチオシ!インフォメーション（不定期）

企業やイベントなどのPRコーナー。
- 中継どこでもカメラ（月曜～金曜16時台）
- あいりの楽はやっ！クッキング（月1回・第1水曜）

かつてイチオシ!モーニング、イチオシ!!にレギュラー出演していた木村愛里が旬の食材を使った簡単レシピを紹介するコーナー。紹介される旬の食材は北海道内のイオン・マックスバリュの各店舗で購入することができる。

### 過去のコーナー
- ジブンイロ（毎週金曜）

かつて深夜に放送していた「キラキラ」の後継コーナー。「キラキラ」同様に道内で活躍している職業持ち女性を高橋春花アナと森さやかアナが週変わりで取材し、その魅力に迫る。
- これに注目!!

街で気になるあの商品やあの人。いま注目の「これ」を紹介するコーナー。
- お誕生日新聞

あなたのお誕生日に何が起こったのか？ 過去の新聞紙面からクイズを出題し、3問連続正解で1万円の商品券を進呈（キャリーオーバーあり）。大通ビッセのスイーツ店から素敵な参加賞も用意している｡
- 今ハヤッてます

今、流行･話題の物を特集するコーナー｡
- 健康満DAY

毎週インストラクターを招き、週代わりのエクササイズや体操･ヨガなどを実践するコーナー｡
- ヒロい読み
- おいしくたべよ

料理レシピを教えるコーナー。毎回こだわりの人気シェフやフードコーディネーターとヒロ福地または森さやかが実際にスタジオで実演し、ヒロ福地または森さやかと当日のコメンテーターが試食する。
- ピッタリはかって1万円

1分間の重さ当てゲーム｡勝った方には、ゲームで実際に計った商品と1万円分の商品をプレゼントするコーナー。
- 隠れメシ（月・水・金曜）
- マルっとさきどり一週間!（月曜）

注目している今週一週間の予定をピックアップして伝えるコーナー。
- とれたてランキング（火曜）

毎回人気のお店などの商品をBEST5形式でさらにイチオシ!が独自の目線で考えたランキングにして紹介する。
- なんでも調査隊（火曜）

視聴者から募集した疑問を解決するコーナー｡
- ヒロメガネ（水曜）

コーナー名にあるように､ヒロ福地が色々な現場に行き､取材や体験などに挑戦するコーナー。
- おじゃマチ（木曜）
- イチオシ!金曜スペシャル

旅行体験リポート企画や道内各地の観光・グルメレポートなどを中心に放送。
- 街角にゅ〜す

街の人に最近気になった事についてインタビュー取材し､トピックスするコーナー。
- ビッセじゃん!（月 - 木）

スタジオ出演者とのじゃんけん対決。スタジオ出演者に勝てば1万円を進呈(積み立てあり)。参加賞も用意している。
- お天気クイズ お天Q

気象予報士の神田がお天気にまつわるトリビアをクイズ形式にしてお届けするコーナー。スタジオにいるMC陣とコメンテーター陣が回答をする。またクイズを出題する際には神田は眼鏡姿になる。
- ビッセの女神様（月曜-木曜）

あるお題が出され、スタジオの男性出演陣（ヒロ・オクラホマ・コメンテーター）から1人を指名し答えが一致すれば賞金を進呈（スタートは1万円、不正解なら次回に積み立てになるが、9万円で不正解の場合は次回の賞金がイチオシにちなみ10万8千円となり、以降は正解が出るまで10万8千円で続く）。不一致でも参加賞が用意している。
- イチオシ!!特命係（毎週火曜）
- イマコエ!!（毎週金曜）
- すまぷれ（毎週金曜）
- イチオシ!刑事（不定期）

毎回気になる話題をレギュラー出演陣が徹底捜査するコーナー。
コーナー上の設定
イチオシ署 イチオシ!捜査一課
- ヒロ福地刑事部長 - 警察官を父に持つ叩き上げ派。テレビ朝日系列の刑事ドラマが大好き。
- 村上亜希子刑事 - 通称:アッコ、鋭い洞察力と豊富な人生経験で数々の難事件を解決してきたイチオシ署きってのベテラン刑事。
- 藤尾仁志刑事 - 通称:ストール（季節問わず常にストールを巻いているため）、刑事ドラマが好きすぎて刑事になる。
- 河野真也刑事 - 通称:太ったメガネ、存在が目立ちすぎるため尾行が苦手。
- カイミ刑事 - 通称:わいはー（ハワイ生まれのため）、日本での生活が長いため英語は英検5級程度。
- アリョーナ刑事 - 物おじしない性格と流暢なタメ口の日本語を武器に体当たりで捜査する。

IMASAGI班
- 佐藤よしつぐ - イチオシ署内に設けられた今そこにある詐欺事件を撲滅するための特殊チームの班長

要注意人物
- 神田昭一 - 大通ビッセ付近に出没し北海道の天気をやたら詳しく説明する男、天気を絡めた巧妙な手口が特徴。
- 林和人・石沢綾子 - 毎朝新鮮な情報を全道のお茶の間に届ける常習犯の二人。

過去の設定
- 国井美佐（刑事） - 名古屋の財閥令嬢 でキャリア組。
- 村上亜希子（要注意人物） - 道内各所で心温まるレポートを繰り返す40代の女。
- 神田昭一・高橋春花（要注意人物） - 大通ビッセ付近に出没し北海道の天気をやたら詳しく説明する二人組。天気の話題にクイズにを絡めるなどの巧妙な手口が特徴。

- 奥様応援企画「ド～ンと買ってね3万円」（月曜）

札幌圏(稀に道内)のスーパーで抽選で選ばれた素人の主婦が、制限時間3分で設定金額の3万円前後になるようお買い物をして見事に設定金額(多少前後でもOK)になればその商品が無料で持ち帰れる、失敗の場合も参加賞（Onちゃんグッズ詰め合わせ）がある。
- 老舗のごはん（月曜不定期）

名店が「長く愛される」にはワケがある。『昭和』の時代から長きにわたって愛され続けている老舗店の看板メニューを紹介するコーナー。
- アリョーナの写ガール（不定期）

昔の写真を手掛かりにロシア出身のアリョーナと河野が現在の場所を探し出しあなたの知らない北海道を見つける北海道再発見の旅をするコーナー。
- シニアのミカタ!（火曜不定期）

年齢を重ねることで直面する様々な問題をとりあげ、老後の不安を解消していくコーナー。テーマの専門家を招き解説をしてもらう。
- お金のミカタ!（木曜不定期）

コメンテーターを務める金融ジャーナリストの川口一晃にお金にまつわるお得な情報を教えてもらうコーナー。
- 家計のミカタ!（木曜不定期）

コメンテーターを務めるファイナンシャルプランナーの稲村優貴子に主婦目線から今からでも始められる身近なお金の情報を教えてもらうコーナー。
- 週刊ヒロい描き（金曜）

メインMCのヒロ福地が得意の絵を駆使し今週気になったことを描いてお伝えするコーナー。

## スタッフ
- 協力：ウェザーニューズ、KYORITZ、ANN系列各社
- 制作著作：北海道テレビ放送

### 過去のスタッフ
- チーフプロデューサー:戸島龍太郎
- チーフディレクター：杉山順一

## イベント
- 「イチオシ!ライブトーク 〜スーパーJチャンネルの魅力〜」（北海道テレビ放送主催、2007年9月29日、ザ・ウィンザーホテル洞爺リゾート&スパ）